# Osvaldo Mura
Osvaldo Mura (Sarandí, 14 marzo 1942) è un ex calciatore argentino, di ruolo difensore.
Con l'Independiente vince due titoli argentini, due Libertadores consecutive, ma perde due Coppe Intercontinentali di fila (1964 e 1965), entrambe contro gli italiani dell'Inter.

## Palmarès

### Competizioni nazionali
- Campionato argentino: 2

Independiente: 1960, 1963

### Competizioni internazionali
- Coppa Libertadores: 2

Independiente: 1964, 1965